# L'Étoile de Noël (film, 2017)
Pour les articles homonymes, voir Étoile de Noël.
Pour plus de détails, voir Fiche technique et Distribution.
L’Étoile de Noël (The Star) est un film de Noël d'animation américain réalisé par Timothy Reckart (en) et sorti en 2017. Le film met en vedettes Steven Yeun, Gina Rodriguez, Zachary Levi, Keegan-Michael Key, Kelly Clarkson, Tracy Morgan, Anthony Anderson, Kristin Chenoweth, Tyler Perry et Oprah Winfrey.
Le film raconte l'histoire d'un petit âne courageux Bo et de ses amis Ruth une adorable brebis qui a perdu son troupeau et Dave une colombe qui deviendront les héros du premier Noël.
Le film reçoit des critiques positives, générant 62 millions de dollars de recettes mondial.
La musique du film The Star, interprétée par Mariah Carey, reçoit une nomination à la 75e cérémonie des Golden Globes pour la meilleure chanson de l'année. La chanson est un succès, en atteignant la 6e place du US Holiday Digital Song Sales.

## Synopsis
En "9 mois av. J.-C.", Marie reçoit la visite d'un ange lui disant qu'elle portera le Messie. Un Gerboise nommé Abby entend et dit aux autres animaux qu'une étoile commence à briller brillamment dans la nuit.
Six mois plus tard, un jeune âne est fatigué de moudre le blé et souhaite rejoindre une caravane royale itinérante afin qu'il puisse se sentir important. Un âne plus âgé l'aide à échapper au meunier qui les possède, et le jeune âne se retrouve avec une cheville blessée à la maison de Joseph et Marie qui viennent de célébrer leur mariage. Marie prend l'âne et le nomme Bo, et révèle à Joseph qu'elle est enceinte, Joseph acceptant la situation de Marie après avoir prié Dieu. Pendant ce temps, Bo et son ami colombe David complotent pour s'échapper malgré la gentillesse de Mary, mais finissent par rester trois mois de plus.
Pendant ce temps, les trois Rois mages et leurs dromadaires, Félix, Cyrus et Débora, arrivent à la maison du roi Hérode. Les mages révèlent leurs dons d'or, d'encens et de myrrhe, mais quand ils révèlent que c'est en fait pour le "nouveau roi", il les envoie en route pour le rencontrer, mais envoie secrètement son chasseur royal et ses deux chiens féroces, Thaddeus et Rufus, pour trouver et tuer le nouveau roi.
Alors que Joseph et Marie quittent Nazareth pour se rendre à Bethléem à cause du recensement, Bo et David tentent de s'évader, mais sont confrontés aux chiens, qui connaissaient la maison en interrogeant Abby. Après avoir appris que Joseph et Marie ne sont pas à la maison, le chasseur et ses chiens partent les chercher. Se sentant coupable pour avoir dit que Marie est enceinte en croyant qu’il venait pour lui, Bo décide de les avertir et David se joint à lui à contrecœur. En chemin, ils rencontrent un mouton amical nommé Ruth qui a quitté son troupeau lorsqu'elle a vu l'étoile. Ils rattrapent Joseph et Marie à temps pour les avertir et les cacher dans un marché où le chasseur et ses chiens se rapproche. Bo libère le chariot que Joseph et Marie utilisaient pour rouler vers le bas et provoquer une réaction en chaîne qui fait tomber le chasseur dans un puits. Cependant, il cause de graves dommages au marché dans le processus, et Joseph, ignorant le danger, reproche à Bo ses actes et repart avec Marie.
Bouleversé et déçu d'être accusé malgré son aide, Bo part jusqu'à la caravane royale, accompagné de David, malgré les instances de Ruth à qui il demande de veiller sur Marie à sa place. Le soir, au moment où la caravane royale passe, Bo et David s'apprêtent à la rejoindre, heureux de pouvoir enfin réaliser leur rêve. Mais au même moment, le bandage qu'avait mis Marie à la patte de Bo se détache et s'envole vers l'étoile. Bo se rend compte qu'il aimait être avec Marie et explique à David qu'il peut partir s'il le souhaite, mais que lui rejoindra Marie et Joseph. David lui assure qu'il n'est pas contrarié et qu'il veut juste que Bo soit heureux de sa décision. Ensemble, ils reviennent auprès de Marie et Joseph et retrouve Ruth, puis convainquent un Joseph frustré de parler à Marie. Cette dernière admet que cela a été difficile pour elle et qu'elle a peur de l'importance du bébé, et Joseph la réconforte en lui disant qu'il sera toujours là pour elle et le bébé. Soudain, Marie commence à ressentir des contractions et tout le monde repart ensemble. Ils arrivent à Bethléem où Joseph n'est pas en mesure de trouver une auberge pour Marie. Le meunier, qui se trouve être là, kidnappe Bo avec David et Ruth qui partent pour le secourir. Les trois mages arrivent aussi, mais les dromadaires, qui sont au courant du complot d'Hérode, sont laissés attachés à un poteau.
Bo se retrouve dans une écurie où il rencontre un cheval nommé Leah, une vache nommée Edith et une chèvre nommée Zach. Ils révèlent qu'ils n'ont pas pu dormir parce que la lumière vive de l'étoile brille sur leur mangeoire depuis neuf mois. Réalisant que c'est là que le bébé est censé naître, les animaux aident Bo à s'échapper et il rattrape David et Ruth tout en repérant le chasseur et ses chiens. Bo trouve Joseph et Marie et les ramène à l'écurie pendant que David rencontre les trois dromadaires et les aide à échapper à leurs liens. Ruth retrouve son troupeau, qui avait précédemment refusé de la suivre, et essaie de les convaincre de l'aider, mais reçoit une aide inattendue de l'ange qui informe les bergers et les moutons que le Sauveur arrive. Bo parvient à combattre Thaddeus et Rufus, mais au même moment, le chasseur arrive et s'apprête à entrer dans l'étable pour tuer Marie. Alors que Bo croit tout perdu, Ruth et son troupeau, les dromadaires et David arrivent et font chuter le chasseur et ses chiens dans une falaise. Parvenant à s'agripper aux rochers, le chasseur laisse tomber ses chiens, mais ils sont sauvés in-extremis par Bo, tandis que le chasseur lui-même fait une chute mortelle.
Tous les animaux (rejoints par Abby, venue trop tard les avertir du danger, et Thaddeus et Rufus, repentants), les bergers et les trois mages arrivent dans l'étable pour voir le nouveau roi qui a été baptisé "Jésus". Bo se rend compte qu'il a porté un roi tout le temps. Deborah prédit que l'on se souviendra de cet événement dans le monde entier pour les années à venir, et Félix et Cyrus se moquent gentiment d'elle. Après cela, Joseph achète Bo au meunier, et Bo, David et Ruth l'aident, lui et Marie, à élever Jésus.

## Fiche technique
- Titre original : The Star
- Titre français : L'Étoile de Noël (L'Étoile pour sa sortie en DVD et Blu-ray[6])
- Réalisation : Timothy Reckart (en)
- Scénario : Carlos Kotkin, Simon Moore
- Musique : John Paesano
- Sociétés de production : Columbia Pictures, Sony Pictures Animation, Metro-Goldwyn-Mayer Pictures
- Société de distribution : Sony Pictures Releasing
- Pays de production :  États-Unis
- Langue : anglais américain
- Genres : animation
- Dates de sortie :
  - France : 15 novembre 2017
  - États-Unis : 17 novembre 2017

## Distribution

### Voix originales
- Steven Yeun : Bo l'âne[7]
- Gina Rodriguez : Mary[8]
- Zachary Levi : Joseph[7]
- Keegan-Michael Key : Dave la colombe[7]
- Kelly Clarkson : Leah le cheval[7]
- Patricia Heaton : Edith la vache[7]
- Kristin Chenoweth : Abby la souris[7]
- Tracy Morgan : Felix le chameau[7]
- Tyler Perry : Cyrus le chameau[9],[7]
- Oprah Winfrey : Deborah la chamelle[9],[7]
- Christopher Plummer : le roi Hérode[7]
- Anthony Anderson : Zach la chèvre[7]
- Aidy Bryant : Ruth le mouton[7]
- Ving Rhames : Thaddeus le loup[7]
- Gabriel Iglesias : Rufus le chien[7]
- Kris Kristofferson : le vieil âne, père de Bo[7]
- Mariah Carey : Rebecca la poule
- Delilah : Elizabeth[7]

### Voix françaises
- Antoine Schoumsky : Bo
- Aurélie Konaté : Marie
- Maxime Baudouin : Joseph
- Christophe Lemoine : Dave
- Diane Dassigny : Leah
- Sophie Arthuys : Edith
- Youna Noiret : Abby
- Isabelle Leprince : Deborah
- Patrick Raynal : le vieil âne, père de Bo
- Camille Donda : Ruth
- Raphaël Cohen : Thaddeus
- Emmanuel Garijo : Zach la chèvre
- Jean Rieffel : Chamberlain
- Patrick Béthune : le meunier
- Namakan Koné : Balthazar

### Voix québécoises
- Martin Watier : Bo
- Annie Girard : Marie
- Maël Davan-Soulas : Joseph
- Jean-François Beaupré : David
- Manon Leblanc : Leah
- Marika Lhoumeau : Edith
- Jean-Marie Moncelet : Vieil âne
- Michèle Lituac : Abby
- Aline Pinsonneault : Ruth
- Pierre Auger : Thaddeus
- Thiéry Dubé : Cyrus
- François L'Écuyer : Zach
- Gilbert Lachance : Felix
- Hubert Fielden : Roi Herode

## Production
En septembre 2014, il a été annoncé que DeVon Franklin produirait un film basé sur la foi inspiré de la nativité de Jésus sous sa compagnie de production Franklin Entertainment, en collaboration avec Sony Pictures Animation. En avril 2015, Variety a rapporté que Timothy Reckart dirigerait le film pour ses débuts de réalisateur.
Le 5 janvier 2017, on apprend que Oprah Winfrey et Tyler Perry joueront dans le film. Le reste de la distribution est annoncé le 19 janvier 2017.

## Musique
La bande originale du film qui sort le 27 octobre 2017, comprend les titres de : Mariah Carey, Fifth Harmony, Pentatonix, Jessie James Decker, Jake Owen, Kelsea Ballerini, Zara Larsson, Casting Crowns, Kirk Franklin, Yolanda Adams et Saving Forever.
Le single The Star est interprété par Mariah Carey. Le 16 novembre 2017, le vidéoclip officiel est disponible sur sa chaine Youtube officielle. La chanson est un succès, en atteignant la 6e place du US Holiday Digital Song Sales. Mariah Carey The Star vidéo officielle sur Youtube.com
| The Star: Original Motion Picture Soundtrack | The Star: Original Motion Picture Soundtrack | The Star: Original Motion Picture Soundtrack | The Star: Original Motion Picture Soundtrack | The Star: Original Motion Picture Soundtrack | The Star: Original Motion Picture Soundtrack | The Star: Original Motion Picture Soundtrack | The Star: Original Motion Picture Soundtrack | The Star: Original Motion Picture Soundtrack | The Star: Original Motion Picture Soundtrack |
| No                                           | Titre                                        | Artiste                                      | Durée                                        |                                              |                                              |                                              |                                              |                                              |                                              |
| -------------------------------------------- | -------------------------------------------- | -------------------------------------------- | -------------------------------------------- | -------------------------------------------- | -------------------------------------------- | -------------------------------------------- | -------------------------------------------- | -------------------------------------------- | -------------------------------------------- |
| 1.                                           | The Star                                     | Mariah Carey                                 | 4:01                                         |                                              |                                              |                                              |                                              |                                              |                                              |
| 2.                                           | Children Go Where I Send You                 | Kelsea Ballerini                             | 2:40                                         |                                              |                                              |                                              |                                              |                                              |                                              |
| 3.                                           | We Three Kings                               | Kirk Franklin                                | 4:06                                         |                                              |                                              |                                              |                                              |                                              |                                              |
| 4.                                           | Can You See                                  | Fifth Harmony                                | 3:57                                         |                                              |                                              |                                              |                                              |                                              |                                              |
| 5.                                           | Life Is Good                                 | A Great Big World                            | 3:16                                         |                                              |                                              |                                              |                                              |                                              |                                              |
| 6.                                           | Mary, Did You Know                           | Zara Larsson                                 | 3:23                                         |                                              |                                              |                                              |                                              |                                              |                                              |
| 7.                                           | O Holy Night                                 | Yolanda Adams                                | 4:20                                         |                                              |                                              |                                              |                                              |                                              |                                              |
| 8.                                           | What Christmas Means to Me                   | Saving Forever (en)                          | 3:03                                         |                                              |                                              |                                              |                                              |                                              |                                              |
| 9.                                           | Breath of Heaven (Mary’s Song)               | Jessie James Decker                          | 4:51                                         |                                              |                                              |                                              |                                              |                                              |                                              |
| 10.                                          | His Eye Is on the Sparrow                    | Casting Crowns                               | 4:19                                         |                                              |                                              |                                              |                                              |                                              |                                              |
| 11.                                          | What Child Is This?                          | Jake Owen                                    | 3:16                                         |                                              |                                              |                                              |                                              |                                              |                                              |
| 12.                                          | Carol of the Bells                           | Pentatonix                                   | 3:13                                         |                                              |                                              |                                              |                                              |                                              |                                              |
| 44:17                                        |                                              |                                              |                                              |                                              |                                              |                                              |                                              |                                              |                                              |

## Box office
Le film génère 9,8 millions de dollars de recettes dès son 1er weekend d'exploitation aux États-Unis, finissant 6e au box office. Pour l'instant, le film génère 41 millions de dollars de recettes mondiales.
Au total, il génère 62 millions de dollars de recettes mondiales.

## Critiques
Sur le site de critiques Rotten Tomatoes, le film obtient 61 % de critiques positives avec une note de 5.6/10. Sur le site Allociné, le film reçoit des critiques positives avec une note de 3,7 sur 5.
En France, le film est l'objet d'une controverse sur la laïcité à l'école. Une lecture tronquée du synopsis ayant fait croire à des enseignantes de Langon qu'il s'agissait d'un film sur une légende de Noël, celles-ci font stopper une projection scolaire quand elles découvrent qu'il s'agit de l'histoire de la Nativité.

## Nomination
La musique du film The Star, interprétée par Mariah Carey, reçoit une nomination à la 75e cérémonie des Golden Globes pour la meilleure chanson de l'année.